# おはようしずおか
『おはようしずおか』は1980年4月19日 - 2000年3月25日まで、静岡県民放送（静岡けんみんテレビ。SKT、現：静岡朝日テレビ（SATV））で、毎週土曜日の朝に放送されていたローカルワイド番組である。

## 概略
番組タイトルは放送開始時間の変動に伴い、微妙に変化していた。1980年の番組開始時は月 - 金 午前7時15分 - 8時30分までの75分番組で、番組タイトルは『おはようしずおか715』であった。
その後、午前7時のニュース（ANNニュースセブン）が枠移動で、午前6時30分（ANNニュースフレッシュ）に移動。番組開始が15分繰り上がり、タイトルを『おはようしずおか700』に変更。その後もマイナーチェンジが行われ、タイトルは開始時間を示す数字が取れて『おはようしずおか』となり、このタイトルで、最終回まで放送した。
ローカル番組らしく、静岡県内の視聴者に参加してもらえる企画を数多く盛り込んだ。特にインタビューを受ける一般視聴者の名前を当てる「写ってますよ!」は長寿コーナーとして人気であった。当時、マイナーなカルチャーで全国番組でも取り扱っていなかった「占い」を番組終盤にコーナーとして取り込み（この番組では血液型占い）、結果的に現在では当たり前になっている「○○占い」の先駆者とも言える番組である。放送当時、女子高校生がこの番組の占いコーナーを視聴してから学校に登校するという風潮があった。
番組開始当時、在静各局、在京局の土曜朝の生放送ワイド番組は存在していなかったため、画期的な試みとして注目を浴び、視聴率も開始時から比較的高く推移したが、1996年4月、日本テレビ系（静岡地区では静岡第一テレビ）が土曜朝の情報ワイド番組『ズームイン!!サタデー』を開始。他局も追随したことから、静岡地区で視聴者が分散し、視聴率は低迷。番組予算などの兼ね合いもあり、2000年3月、番組は終了した。

## 主な出演者
- 渡辺文雄（初代司会者、1980年 - ）
- 菅原孝（2代目司会者、1981年 - ）
- 大長克哉（3代目司会者、1999年 - SATVアナウンサー(当時)）
- 村上不二夫（リポーター）
- 増井一之（アシスタント）
- 加賀富美子（アシスタント）
- 遠藤行洋（SATVアナウンサー(当時)）